# Dare to Dream (Yanni)
Dare to Dream è l'ottavo album in studio del compositore greco Yanni, pubblicato dall'etichetta Private Music nel 1992.

## Tracce
1. Once Upon a Time – 3:53
2. A Love for Life – 5:10
3. Nice to Meet You – 5:37
4. So Long My Friend – 3:50
5. You Only Live Once – 7:22
6. To the One Who Knows – 5:40
7. Face in the Photograph – 3:49
8. Felitsa – 4:47
9. Desire – 5:02
10. Aria – 4:00
11. A Night to Remember – 5:48
12. In the Mirror – 4:07

## Componenti
- Yanni - Compositore e produttore